# مارك أنتوني غراهام
مارك أنتوني غراهام هو منافس ألعاب قوى كندي، ولد في 17 مايو 1973، وتوفي في 4 سبتمبر 2006 في أفغانستان.

## وصلات خارجية
- مارك أنتوني غراهام على موقع الاتحاد الدولي لألعاب القوى (الإنجليزية)
- مارك أنتوني غراهام على موقع اللجنة الأولمبية الدولية (الإنجليزية)
- مارك أنتوني غراهام على موقع أوليمبيديا (الإنجليزية)
- مارك أنتوني غراهام على موقع اللجنة الأولمبية الكندية (الإنجليزية)
- مارك أنتوني غراهام على موقع اتحاد ألعاب الكومنولث (مؤرشف) (الإنجليزية)